# У тебя в голове
«У тебя в голове» — четвёртый мини-альбом группы «Звери», релиз которого состоялся 17 мая 2019 года. По словам участников группы, на создание этого альбома лидер «Зверей» Роман Билык пустил актерский опыт, накопленный во время съемок фильма «Лето», в котором он сыграл Майка Науменко.

## Список композиций
| №                   | Название            | Длительность |
| ------------------- | ------------------- | ------------ |
| 1.                  | «Вездеходик»        | 2:58         |
| 2.                  | «Лунатик»           | 3:30         |
| 3.                  | «Котёнок»           | 3:14         |
| 4.                  | «Мотылёк»           | 3:13         |
| 5.                  | «У тебя в голове»   | 3:55         |
| Общая длительность: | Общая длительность: | 16:50        |

## Критика
Асексей Мажаев из Intermedia рецензирует альбом так:
Я не думал, что решающую роль в ней сыграло участие Ромы Зверя в фильме «Лето», но аннотация к мини-альбому «У тебя в голове» прямо утверждает: «Сыграв Майка Науменко в ленте Кирилла Серебренникова, он погрузился в совершенно новый для себя эмоциональный фон. А накопленный драматургический опыт направил в создание песен».

Думаю, повлияло не только это. Когда в прошлом остались стадионы, полные тинейджеров, у Ромы отпала необходимость сочинять какие-то форматные подростковые гимны. Некоторое время он потратил на размышления, по-прежнему ли его интересует музыка, и, ответив на этот вопрос положительно, задал себе следующий: а какая музыка? За ответами мы можем следить прямо сейчас, так сказать, в онлайн-режиме: «Звери» перешли на формат мини-альбомов, в которых экспериментируют с жанрами и дают такого разнообразия, какого никогда не было в их полнометражных работах. Слушать EP группы наконец-то стало интересно даже критикам. Полагаю, что и «широкий зритель» тоже не увидит противопоказаний для коллективного прослушивания этой музыки в больших залах.